# Grace Claxton
Grace Juliette Claxton Joseph (* 19. August 1993 in San Juan) ist eine puerto-ricanische Sprinterin und Hürdenläuferin, die sich auf die 400-Meter-Distanz spezialisiert hat.

## Sportliche Laufbahn
Erste Erfahrungen bei internationalen Meisterschaften sammelte Grace Claxton im Jahr 2010, als sie bei den Zentralamerika- und Karibik-Juniorenmeisterschaften in Santo Domingo mit 56,33 s in der ersten Runde im 400-Meter-Lauf ausschied. Zudem belegte sie dort mit der puerto-ricanischen 4-mal-100-Meter-Staffel in 47,10 s den vierten Platz und gelangte mit der 4-mal-400-Meter-Staffel mit 3:53,06 min auf Rang sechs. Im Jahr darauf schied sie bei den Zentralamerika- und Karibikmeisterschaften in Mayagüez mit 54,76 s in der Vorrunde über 400 Meter aus und belegte mit der 4-mal-400-Meter-Staffel mit 3:39,37 min den fünften Platz. Anschließend kam sie bei den Panamerikanischen Juniorenmeisterschaften in Miramar über 400 Meter nicht ins Ziel. 2012 gelangte sie bei den Juniorenweltmeisterschaften in Barcelona das Halbfinale und schied dort mit 54,42 s aus. Im Jahr darauf kam sie bei den Zentralamerika- und Karibikmeisterschaften in Morelia mit 53,98 s nicht über den Vorlauf über 400 Meter hinaus und gelangte mit der Staffel mit 3:38,13 min auf Rang vier. 2014 wurde sie bei den U23-NACAC-Meisterschaften in Kamloops mit 53,55 s Vierte und begann im Herbst ein Studium an der University at Albany, The State University of New York. 2015 nahms sie mit der Staffel an den Panamerikanischen Spielen in Toronto teil und belegte dort in 3:33,16 min den sechsten Platz. Im Jahr darauf schied sie bei den Hallenweltmeisterschaften in Portland mit 53,67 s im Halbfinale über 400 Meter aus und im August startete sie im 400-Meter-Hürdenlauf bei den Olympischen Sommerspielen in Rio de Janeiro und schied dort mit 55,85 s im Semifinale aus. 
2017 erreichte sie bei den Weltmeisterschaften in London das Halbfinale über 400 m Hürden und schied dort mit 56,40 s aus. Im Jahr darauf schied sie bei den Hallenweltmeisterschaften in Birmingham mit 53,92 s in der Vorrunde über 400 Meter aus und im Juli belegte sie bei den Zentralamerika- und Karibikspielen in Barranquilla in 56,77 s den achten Platz und gelangte mit der 4-mal-400-Meter-Staffel mit 3:33,65 min auf Rang fünf. 2019 wurde sie bei den Panamerikanischen Spielen in Lima in 56,04 s Sechste über die Hürden und gelangte im Staffelbewerb mit 3:32,03 min auf Rang fünf. 2022 gewann sie bei den Ibero-Amerikanischen Meisterschaften in La Nucia in 55,66 s die Bronzemedaille hinter der Kolumbianerin Melissa González und Sara Gallego aus Spanien. Im Juli kam sie bei den Weltmeisterschaften in Eugene mit 56,40 s nicht über die erste Runde hinaus und anschließend belegte sie bei den NACAC-Meisterschaften in Freeport in 56,37 s den vierten Platz. Nachdem sie 2023 nur einen Wettkampf bestritten hatte, schied sie im Jahr darauf bei den Hallenweltmeisterschaften in Glasgow mit 54,62 s in der Vorrunde über 400 Meter aus. Im Mai siegte sie dann in 55,41 s über 400 m Hürden bei den Ibero-Amerikanischen Meisterschaften in Cuiabá. Im August schied sie bei den Olympischen Sommerspielen in Paris mit 55,94 s in der Hoffnungsrunde aus.
2012 wurde Claxton puerto-ricanische Meisterin im 400-Meter-Lauf sowie 2022 über 400 m Hürden.

## Persönliche Bestleistungen
- 400 Meter: 52,81 s, 4. Mai 2016 in Jacksonville
  - 400 Meter (Halle): 52,64 s, 26. Februar 2017 in Boston (puerto-ricanischer Rekord)
- 400 m Hürden: 55,25 s, 18. Juni 2022 in Madrid